# Hammarland
Hammarland è un comune finlandese di 1628 abitanti, situato nella regione delle Åland. Hammarland è il comune più svedofono della Finlandia.

## Società

### Lingue e dialetti
Lo svedese è l'unica lingua ufficiale di Hammarland; 7% parlano altre lingue, compreso il finlandese (3%).
| %     | Ripartizione linguistica (gruppi principali) |
| ----- | -------------------------------------------- |
| 93,0% | madrelingua svedese                          |
| 3,0%  | madrelingua finlandese                       |